# Tetranchyroderma norvegicum
Tetranchyroderma norvegicum is een buikharige uit de familie Thaumastodermatidae. Het dier komt uit het geslacht Tetranchyroderma. Tetranchyroderma norvegicum werd in 1996 voor het eerst wetenschappelijk beschreven door Clausen. 